# Ptjelarovo
Ptjelarovo (bulgariska: Пчеларово) är ett distrikt i Bulgarien.   Det ligger i kommunen Obsjtina General-Tosjevo och regionen Dobritj, i den nordöstra delen av landet, 400 km öster om huvudstaden Sofia.
Trakten runt Ptjelarovo består till största delen av jordbruksmark. Runt Ptjelarovo är det ganska tätbefolkat, med 78 invånare per kvadratkilometer.